# Teresa Mo

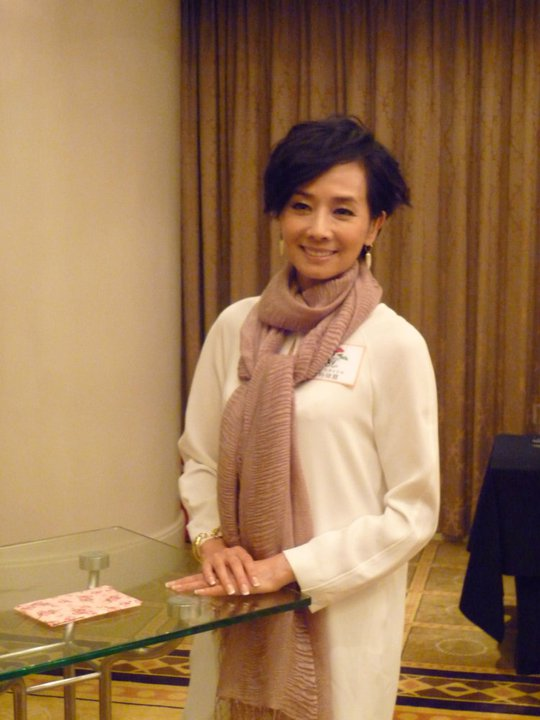
Teresa Mo.

Teresa Mo, o Teresa Mo Sun-Kwan, (cinese semplificato: 毛舜筠;cinese tradizionale: 毛舜筠) (Hong Kong, 5 novembre 1960), è un'attrice cinese.

## Biografia
Iniziò la sua carriera negli anni settanta e si unì alla TVB IN nel 1981. Divenne famosa quando fu scelta per recitare in The Justice of Life, nel quale recita anche Stephen Chow. Dal 1991 lavorò spesso per il cinema diventando molto famosa in patria. Nel 1993 riceve la consacrazione venendo candidata per la prima volta agli Hong Kong Film Awards come miglior attrice non protagonista; una candidatura per Now You See Love... Now You Don't e l'altra per 92 Legendary La Rose Noire. Nel 2001 riceve un'altra candidatura nella medesima categoria per And I Hate You So. Ma è solo nel 2006 che riesce a vincerlo, dopo 3 candidature, per 2 Young interpretando la madre di Fu. L'anno successivo ottiene la 5 candidatura per Men Suddenly in Black 2.

## Vita privata
Dal 1994 è sposata con il regista/direttore artistico Tony Au: la coppia ha due figlie.